# Lepidonotothen nudifrons
Lepidonotothen nudifrons är en fiskart som först beskrevs av Lönnberg, 1905.  Lepidonotothen nudifrons ingår i släktet Lepidonotothen och familjen Nototheniidae. Inga underarter finns listade i Catalogue of Life.